# Amal (nome)
Amal (in alfabeto arabo: أمل) è un nome proprio di persona arabo maschile e femminile.

## Origine e diffusione
Riprende un termine arabo che vuol dire "speranza", "ispirazione", "aspettativa"; di questo nome esiste un adattamento femminile bosniaco, Amela. Un altro nome, أمال (Amaal), diffuso in Nordafrica nella forma Amel, è basato sulla forma plurale del medesimo vocabolo arabo, ed è quindi strettamente correlato a questo
Va notato che עָמָל (Amal) è anche un nome ebraico maschile, dal significato di "lavoro", portato nella Bibbia da un uomo della tribù di Aser (1Cr 7:35).

## Persone

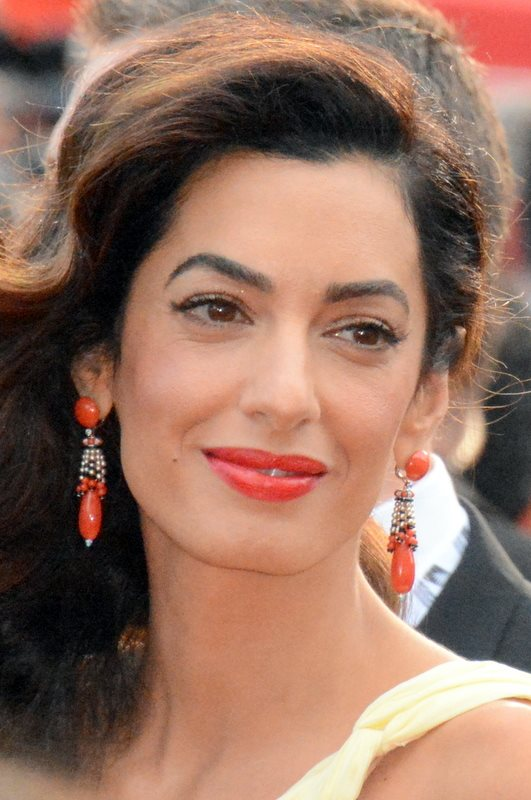
Amal Alamuddin

### Maschile
- Amal McCaskill, cestista statunitense

### Femminile
- Amal Alamuddin, avvocatessa libanese naturalizzata britannica
- Amal al-Juburi, scrittrice, poetessa, giornalista, editrice e traduttrice irachena